# Plac Pamięci Narodowej w Częstochowie

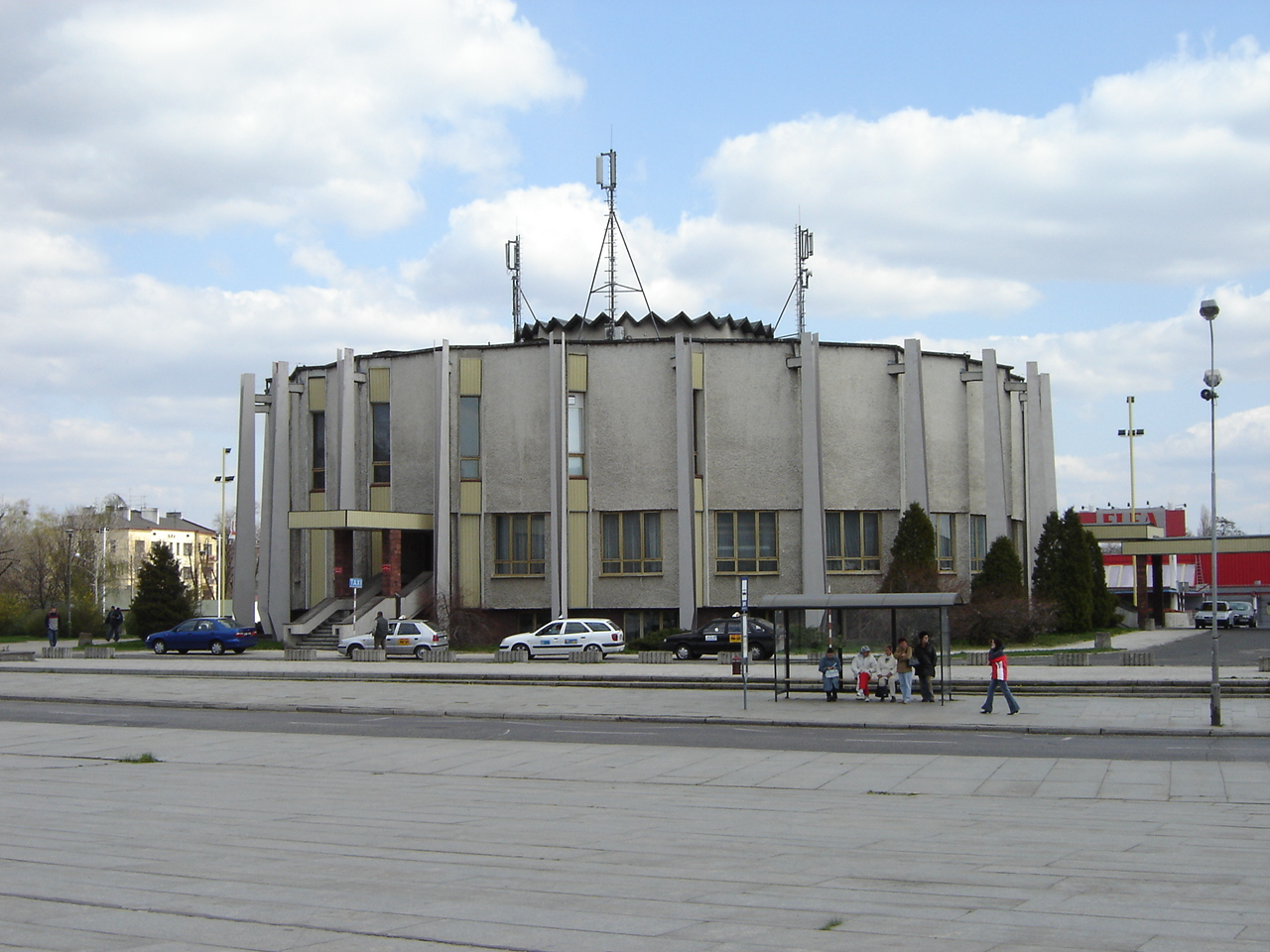
Urząd Stanu Cywilnego przy placu

Plac Pamięci Narodowej – jeden z placów w Częstochowie, w południowej części śródmieścia.
Przy placu znajdują się: Urząd Stanu Cywilnego, delegatura Śląskiego Urzędu Wojewódzkiego (dawniej Częstochowski Urząd Wojewódzki). W centrum placu znajduje się Pomnik Poległym w Obronie Ojczyzny 1939-1945. Przedstawia on postać rannego żołnierza, którego podtrzymuje współtowarzysz.